# Estońska Formuła Easter
Estońska Formuła Easter – cykl wyścigów samochodowych rozgrywanych w Estońskiej SRR według przepisów Formuły Easter.

## Mistrzowie
| Sezon | Mistrz        | Zespół         | Samochód           |
| ----- | ------------- | -------------- | ------------------ |
| 1977  | Boris Eylandt | DOSAAF Tallinn | Estonia 18M-Łada   |
| 1978  | Raul Sarap    | Kalev Tallinn  | Estonia 19M-Łada   |
| 1979  | Raul Sarap    | Kalev Tallinn  | Estonia 20-Łada    |
| 1980  | Mait Luha     | DOSAAF Tallinn | Estonia 19-Łada    |
| 1981  | Boris Eylandt | DOSAAF Tallinn | Estonia 20-Łada    |
| 1982  | Raul Sarap    | Kalev Tallinn  | Estonia 21-Łada    |
| 1983  | Raul Sarap    | Kalev Tallinn  | Estonia 21-Łada    |
| 1984  | Raul Sarap    | Kalev Tallinn  | Estonia 21-Łada    |
| 1985  | Toivo Asmer   | Jõud Tallinn   | Estonia 21M-Łada   |
| 1986  | Raivo Hääl    | DOSAAF Tallinn | Estonia 21M-Łada   |
| 1987  | Toivo Asmer   | Kalev Tallinn  | Estonia 21.10-Łada |
| 1988  | Toivo Asmer   | DOSAAF Tallinn | Estonia 21.10-Łada |
| 1989  | Toivo Asmer   | DOSAAF Tallinn | Estonia 21.10-Łada |
| 1990  | Rain Pilve    | Kalev Tallinn  | Estonia 21.10-Łada |
| 1991  | Ivo Lilleberg | Keila          | Estonia 25.20-Łada |